# Enquirídio sobre a Fé, a Esperança e o Amor
O Enquirídio sobre a Fé, a Esperança e o Amor (também chamado de Manual ou Manual) é um tratado compacto sobre a piedade cristã escrito por Agostinho de Hipona em resposta a um pedido de uma pessoa desconhecida, chamada Laurentius, logo após a morte de São Jerônimo em 420. Pretende ser um modelo para a instrução ou catequese cristã.
Como o título indica, a obra está organizada de acordo com as três graças necessárias ao culto cristão a Deus: Fé, Esperança e Amor. Sob Fé, Agostinho explica o uso do Credo dos Apóstolos, no ensino da doutrina cristã e na refutação de heresias. Sob Esperança, ele explica brevemente o Pai Nosso como modelo de oração cristã. A parte final é um discurso sobre o amor cristão.